# Храм Серафима Саровского (Анапа)
Храм Свято́го Серафи́ма Саро́вского — приходской храм Анапского благочиния Новороссийской епархии Русской православной церкви в городе Анапе Краснодарского края.
Расположен по адресу: улица Маяковского, 111-В.

## История
В 1964 году, во времена хрущёвских гонений на церковь, анапский храм Онуфрия Великого был закрыт властями. По инициативе церковной общины, не смирившейся с потерей храма, был организован сбор средств среди населения Анапского района; собранные пожертвования позволили общине приобрести жилой дом на ул. Гребенской, в котором была устроена новая церковь (молитвенный дом) святого Онуфрия Великого. Эта церковь оставалась единственной действующей церковью на территории Анапского района в течение почти 30 лет.
После возвращения прежнего здания Свято-Онуфриевского храма верующим (1991 год) храм на улице Гребенской был переосвящен в честь преподобного Серафима Саровского (21 июля 1992 года).
12 марта 2014 года в связи с открытием новопостроенного храма по ул. Маяковского (район Южного рынка) церковь на ул. Гребенской была переосвящена в честь иконы Божией Матери «Умиление», келейной иконы преподобного Серафима Саровского.

## Храм Серафима Саровского в Анапе
В декабре 2005 года было начато строительство нового большого храма Серафима Саровского в Анапе. В строительстве был выдержан ориентир на псковско-новгородский стиль (XII—XIV века) По состоянию на лето 2015 года — храм достроен, ведутся работы по росписи и обустройству интерьера храма.
Первое богослужение в новом храме состоялось на праздник Рождества Христова (7 января) в 2014 году. С этого времени храм ведет полноценную богослужебную жизнь. Также ведется активная просветительская, молодёжная, социальная деятельность.
При храме действует Православная библиотека святых Кирилла и Мефодия, воскресная школа (детская и для взрослых), православное молодёжное объединение «Круг». Широкое поле деятельности охватывает приходская служба милосердия: волонтерский корпус (уход за немощными на дому), склад вещевой помощи «Каритас», работа с беженцами с Украины, центр поддержки семьи и материнства, а также беседы со священником, медицинские, психологические и юридические консультации для нуждающихся.
Храм завершает строительство и оснащение Дома Милосердия — социального приюта полного пансиона для одиноких немощных граждан.

## Настоятели храма[1]
- протоиерей Валентин Строков (1992—?)
- протоиерей Григорий Краснюк (?—1995)
- иерей Владимир Святов (1995—1997)
- протоиерей Александр Карпенко (c 1997 года)